# Du gamla, du fria
Du gamla, du fria („Du alter, du freier“) ist die schwedische Nationalhymne.
Die Melodie stammt aus einem alten Volkslied aus Västmanland. Nach einem Besuch in Idre in Dalarna und dem Berg Städjan dichtete Richard Dybeck dazu 1844 den Text der ersten beiden Strophen. Die erste öffentliche Aufführung fand am 13. November 1844 bei einem Konzert Aftonunderhållning med nordisk folkmusik („Abendunterhaltung mit nordischer Volksmusik“) statt.
Dybeck dichtete den Text zur Zeit des Skandinavismus, was erklären kann, dass das Land Schweden in den beiden ursprünglichen Strophen nicht erwähnt wird, sondern nur der in Skandinavien übliche allgemeine Begriff Norden („der Norden“, „Skandinavien“). Erst 1910 verfasste Louise Ahlén den Text der Strophen 3 und 4.
In Schweden werden normalerweise nur die zwei Strophen Dybecks gesungen; im Ausland, zum Beispiel bei sportlichen Ereignissen, in der Regel nur die erste.

## Texte
| Schwedischer Originaltext | Deutsche Übersetzung |
| 1 Du gamla, du fria, du fjällhöga Nord, du tysta, du glädjerika sköna! Jag hälsar dig, vänaste land uppå jord, \|: din sol, din himmel, dina ängder gröna. :\| 2 Du tronar på minnen från fornstora da’r, då ärat ditt namn flög över jorden. Jag vet att du är och du blir vad du var. \|: Ja, jag vill leva jag vill dö i Norden. :\| 3 Jag städs vill dig tjäna, mitt älskade land, dig trohet till döden vill jag svära. Din rätt skall jag värna, med håg och med hand, \|: din fana, högt den bragderika bära. :\| 4 Med Gud skall jag kämpa, för hem och för härd, för Sverige, den kära fosterjorden. Jag byter dig ej emot allt i en värld: \|: Nej, jag vill leva jag vill dö i Norden. :\| | 1 Du alter, du freier, du fjällhoher Norden, du stiller, du freudenreicher Schöner! Ich grüße dich, lieblichstes Land auf der Erde, \|: deine Sonne, deinen Himmel, deine grünen Wiesen. :\| 2 Du thronst auf Erinnerungen vergangener großer Tage, da dein Name geehrt über die Erde flog. Ich weiß, dass du bist und du bleibst, was du warst. \|: Ja, ich will leben, ich will sterben im Norden. :\| 3 Ich will dir stets dienen, mein geliebtes Land, dir Treue bis zum Tode will ich schwören. Dein Recht will ich schützen, mit Herz und mit Hand, \|: deine an Heldentaten reiche Fahne hochhalten. :\| 4 Mit Gott werd’ ich kämpfen, für Heim und für Herd, für Schweden, die geliebte Heimaterde. Ich tausche dich nicht, gegen alles in der Welt. \|: Nein, ich will leben, ich will sterben im Norden. :\| |